# Albina Guarnieri
Pour les articles homonymes, voir Guarnieri.
Albina Guarnieri (née le 23 juin 1953 à Faeto en Italie) est une femme politique canadienne ; elle fut députée à la Chambre des communes du Canada, représentant la circonscription ontarienne de Mississauga-Est—Cooksville de 2004 à 2011 et de Mississauga-Est de 1988 à 2004 sous la bannière du Parti libéral du Canada. Habile dans les deux langues officielles, Guarnieri fait ses études à l'Université McGill. Elle et son mari habitent à Mississauga.

## Biographie
D'abord élue en 1988 dans la circonscription de Mississauga-Est (aujourd'hui Mississauga-Est—Cooksville), elle est depuis longtemps une loyaliste de Paul Martin, ce qui lui a valu d'être reléguée à l'arrière-banc durant le règne de Jean Chrétien. Lorsque Martin vient au pouvoir, il la nomme ministre associée de la Défense nationale et ministre d'État de la Protection civile dans son premier conseil des ministres. Elle est replacée au ministère des Anciens combattants le 20 juillet 2004. Réélue en 1993, 1997, 2000, 2004, 2006 et en 2008, elle ne se représenta pas en 2011.
Guarnieri s'opposait initialement au projet de loi sur le mariage homosexuel. Toutefois, à cause de sa nomination au cabinet, elle fut obligée de changer sa position sur la question, et a voté en faveur du projet de loi.